# Stepnoi (Aksai)
Stepnoi (en rus: Степной) és un poble (un possiólok) de l'óblast de Rostov, a Rússia, que en el cens del 2010 tenia 2.284 habitants, pertany al districte d'Aksai.